# 繁文縟禮
繁文缛礼，又稱“红带”（英語：Red tape），是一个管理学术语，其初始来源并不明确。通常指官僚体系中（尤其是政府或大型企业）的官僚文牍主义，即过分严格死板的规章制度和对其的遵从。

## 起源
“红带”一稱的起源尚无定论，但传说率先使用红繩代表官方文件者，可能是16世纪初期的西班牙国王查理五世，他在国家管理现代化的过程中，用红繩装订該等需要拿到国家议会讨论的重要文档，并以此来區別其他普通行政程序处理的文档，普通文档都是用普通绳子装订。